# Peristethium palandense
Peristethium palandense är en tvåhjärtbladig växtart som beskrevs av Kuijt. Peristethium palandense ingår i släktet Peristethium och familjen Loranthaceae. Inga underarter finns listade i Catalogue of Life.